# Sia-men Lan-š’
Sia-men Lan-š’ (čínsky pchin-jinem Xiàmén Lánshī, znaky zjednodušené 厦门蓝狮, tradiční 廈門藍獅) byl čínský profesionální fotbalový klub, který sídlil ve městě Sia-men v provincii Fu-ťien. Založen byl v roce 1996 pod názvem Sia-men Jin-čcheng, zanikl v roce 2008. Klubové barvy byly modrá, červená a bílá. V čínské nejvyšší fotbalové soutěži klub působil celkem tři ročníky (sezóny 2000 a 2006–2007).
Své domácí zápasy odehrával na stadionu Sia-men s kapacitou 32 000 diváků.
Plný název klubu byl Fotbalový klub Sia-men Lan-š’ (čínsky v českém přepisu Sia-men Lan-š’ cu-čchiou ťü-le-pu, pchin-jinem Xiàmén Lánshī zúqiú jùlèbù, znaky zjednodušené 厦门蓝狮足球俱乐部)

## Historické názvy
- 1996 – Sia-men Jin-čcheng (Sia-men Jin-čcheng cu-čchiou ťü-le-pu)
- 1998 – Sia-men Jüan-chua (Sia-men Jüan-chua cu-čchiou ťü-le-pu)
- 1999 – Sia-men (Sia-men cu-čchiou ťü-le-pu)
- 2000 – Sia-men Sia-sin (Sia-men Sia-sin cu-čchiou ťü-le-pu)
- 2001 – Sia-men Chung-š’ (Sia-men Chung-š’ cu-čchiou ťü-le-pu)
- 2003 – Sia-men Ťi-siang-š’-š’ (Sia-men Ťi-siang-š’-š’ cu-čchiou ťü-le-pu)
- 2004 – Sia-men Lan-š’ (Sia-men Lan-š’ cu-čchiou ťü-le-pu)
- 2008 – zánik

## Umístění v jednotlivých sezonách
Stručný přehled
Zdroj: 
- 1996–1997: Chinese Yi League
- 1998–1999: Chinese Jia-B League
- 2000: Chinese Jia-A League
- 2001–2003: Chinese Jia-B League
- 2004–2005: China League One
- 2006–2007: Chinese Super League

Jednotlivé ročníky
Zdroj: 
Legenda: Z – zápasy, V – výhry, R – remízy, P – porážky, VG – vstřelené góly, OG – obdržené góly, +/- – rozdíl skóre, B – body, červené podbarvení – sestup, zelené podbarvení – postup, fialové podbarvení – reorganizace, změna skupiny či soutěže
| Čínská lidová republika (1996 – 2007) |                      |        |    |    |    |    |    |    |     |    |        |
| Sezóny                                | Liga                 | Úroveň | Z  | V  | R  | P  | VG | OG | +/- | B  | Pozice |
| 1996                                  | Chinese Yi League    | 3      | …  | …  | …  | …  | …  | …  | …   | …  | 6.     |
| 1997                                  | Chinese Yi League    | 3      | …  | …  | …  | …  | …  | …  | …   | …  | 4.     |
| 1998                                  | Chinese Jia-B League | 2      | 22 | 6  | 10 | 6  | 19 | 24 | -5  | 28 | 6.     |
| 1999                                  | Chinese Jia-B League | 2      | 22 | 14 | 4  | 4  | 37 | 19 | +18 | 46 | 1.     |
| 2000                                  | Chinese Jia-A League | 1      | 26 | 6  | 5  | 15 | 22 | 45 | -23 | 23 | 13.    |
| 2001                                  | Chinese Jia-B League | 2      | 22 | 10 | 6  | 6  | 39 | 35 | +4  | 36 | 6.     |
| 2002                                  | Chinese Jia-B League | 2      | 22 | 12 | 8  | 2  | 35 | 13 | +22 | 44 | 1.     |
| 2003                                  | Chinese Jia-B League | 2      | 26 | 6  | 7  | 13 | 23 | 29 | -6  | 25 | 12.    |
| 2004                                  | China League One     | 2      | 32 | 13 | 14 | 5  | 38 | 26 | +12 | 53 | 3.     |
| 2005                                  | China League One     | 2      | 26 | 20 | 4  | 2  | 61 | 23 | +38 | 64 | 1.     |
| 2006                                  | Chinese Super League | 1      | 28 | 9  | 11 | 8  | 28 | 27 | +1  | 38 | 8.     |
| 2007                                  | Chinese Super League | 1      | 28 | 4  | 8  | 16 | 22 | 46 | -24 | 20 | 15.    |